# Gerry O’Hara
Gerald „Gerry“ O’Hara, Pseudonym Laurence Britten (* 1. Oktober 1924 in Boston, Vereinigtes Königreich; † 9. Januar 2023), war ein britischer Filmregisseur und Drehbuchautor von B-Produktionen der 1960er bis 1980er Jahre.

## Leben und Wirken
Gerald „Gerry“ O’Hara besuchte in seiner ostenglischen Heimatstadt Boston die St. Mary’s Catholic School und war zu Beginn des Zweiten Weltkriegs als Junior-Reporter für den Boston Guardian unterwegs. 1942 stieß O’Hara zum Film und lernte die Branche von der Pike auf kennen. O’Haras erste filmische Tätigkeiten brachten ihn in der Spätphase des Zweiten Weltkrieges mit der Herstellung von Dokumentarfilmen propagandistischen Inhalts zusammen. Bei Kriegsende wechselte O’Hara zum Spielfilm und erlernte das Regiehandwerk, zunächst durch Assistenzen bei dem Regisseur Ken Annakin (u. a. Miranda, Quartett, Vote for Huggett), später auch bei renommierten und bedeutenderen Filmemachern wie Laurence Olivier (Richard III.), Anatole Litvak (Anastasia und Die Reise), Carol Reed (Der Schlüssel und Unser Mann in Havanna), Otto Preminger (Exodus und Der Kardinal), Vincente Minnelli (Die vier apokalyptischen Reiter), Peter Glenville (Spiel mit dem Schicksal), und Tony Richardson (Tom Jones – Zwischen Bett und Galgen).
1963 erhielt O’Hara schließlich bei dem billig hergestellten Exploitationfilm Adam und Eva über die Gefahren ansteckender Geschlechtskrankheiten, erstmals die Gelegenheit zur Filmregie. O’Haras weiteres Œuvre blieb auch weiterhin eng mit kostengünstigen Unterhaltungsfilmen ohne inhaltliche oder gestalterische Ambitionen verbunden. Darunter fällt ebenso eine spekulative Swinging-London-Romanze (Die Goldpuppen) wie ein Agentenfilm (Marokko 7) und ein Standard-Krimi (Die Vielgeliebte). Nebenbei wurde O’Hara auch als Gastregisseur für 1960er-Jahre-Fernsehserien wie Mit Schirm, Charme und Melone und Der Mann mit dem Koffer verpflichtet. Das Gros seiner 1970er-Jahre-Film lief kaum außerhalb Großbritanniens, zum Ende des Jahrzehnts verfilmte er mit Lady Diamond eine hochspekulative Erotikgeschichte aus der Feder von Jackie Collins, mit deren Schwester Joan Collins in der Titelrolle. Seine Karrierelaufbahn beendete Gerry O’Hara vorläufig mit dem weichzeichnerisch fotografierten Softporno Fanny Hill. Seine späteren Arbeiten, darunter auch mehrere Drehbuchbeiträge für Inszenierungen anderer Regisseure wie die Gruselgeschichten Death on Safari und Das Phantom der Oper (beides 1989), sind kaum erwähnenswert. Nach seiner letzten Regie beim Horrorfilm Mumie – Tal des Todes (1993) mit Hollywood-Altstar Tony Curtis in einer Doppelrolle beendete Gerry O’Hara seine filmische Laufbahn.

## Filmografie
als Regisseur, wenn nicht anders angegeben
- 1963: Adam und Eva (That Kind of Girl)
- 1965: Die Goldpuppen (The Pleasure Girls) (auch Drehbuch)
- 1966: Marokko 7 (Maroc 7)
- 1967: Die Vielgeliebte (Amsterdam Affair) (auch Drehbuch)
- 1971: All the Right Noises (auch Drehbuch)
- 1971: Journey to the Unknown
- 1972: The Spy’s Wife
- 1973: Paganini Strikes Again
- 1974: Professor Popper’s Problem
- 1974: Feelings
- 1976: Blind Man’s Bluff
- 1977: The Brute (auch Drehbuch)
- 1977: Leopard in the Snow
- 1978: Lady Diamond (The Bitch)
- 1978–1982: Die Profis (TV-Serie)
- 1982: Fanny Hill
- 1985: Operation Julie (nur Drehbuch)
- 1986: C.A.T.S. Eyes (TV-Serie, nur Drehbuch)
- 1989: Death on Safari (Ten Little Indians) (nur Drehbuch)
- 1989: Das Phantom der Oper (The Phantom of the Opera) (nur Drehbuch)
- 1990: The Sandgrass People (nur Drehbuch)
- 1993: Mumie – Tal des Todes (The Mummy Lives)